# 山村弘三
山村 弘三（やまむら こうぞう、1914年9月12日 - 2002年6月20日）は日本の俳優。本名は堀場 広三郎（ほりば こうざぶろう）。京都府出身。
中国から復員した後、新劇活動を始める。1957年関西芸術座の創立に参加し、関西を中心に活動した。
2002年6月20日、前立腺癌のため兵庫県宝塚市の病院で死去。87歳没。

## 出演作品

### 舞台
- そら、又歌っている（1957年） - 坊さん [3]
- 虫（1957年、1975年 - 1976年、1995年） - 円丸 [4][5][6]
- 少女と野獣（1957年 - 1958年） - ベルの父 [7]
- 長い墓標の列（1958年、1980年） - 山名庄策 [8][9]
- 幸福はだれに来る（1958年） - 木こり [10]
- 守銭奴（1958年） - アンセルム [11]
- 野鴨（1958年） - ヴェルレ [12]
- 峰の町の町会議員（1958年） - 杉浦明平 [13]
- 禿山の夜（1959年） - 正木 役[14]
- 鎖のひとつの環（1959年） - 枯木参造 [15]
- 乞食と王子（1960年） - ヘンドン [16]
- 渦（1960年） - 藤原良策 [17]
- ピエール・パトラン先生（1961年） - パトラン先生 [18]
- はたらき蜂（1961年 - 1962年） - 局長 [19]
- 礼服（1961年） - 一造 [20]
- 結婚の申込（1961年） - 秩父番助 [21]
- 息子たち（1962年） - ニコライ [22]
- 森は生きている（1962年） - 古参兵 [23]
- 狐とぶどう（1964年） - イソップ [24]
- 北京の茶館（1964年） - 王利発 [25]
- タービン工場（1965年） - 佐山 [26]
- 書けない黒板（1966年） - 別所先生 [27]
- 壊れ甕（1967年） - ワルター [28]
- 政商伝（1967年） - 岩崎弥次郎 [29]
- おりん口伝（1968年） - 岩谷仁衛門 [30]
- 仏さわぎ（1969年） - 山中喜太郎 [31]
- 日本の言論1961（1970年） - 大沢俊彦 [32]
- てのひらの詩（1971年） - 山本邦明 [33]
- トロイアの女たち（1972年） - メネラオス [34]
- ケイトンズビル事件の9人（1973年） - ダニエル・ベリガン [35]
- 蛍を殺すな―寛容な時代―（1974年） - 牧師 [36]
- 初代桂春団治（1977年） - 力さん [37]
- 化石の街（1978年） - カネミ社長 [38]
- ウイリアム・テルは悲しい目をしている（1979年） - ワルター・フュルスト [39]
- ベルナルダ・アルバの家（1979年） - ベルナルダ [40]
- 河原乞食の一座―かくてシェイクスピア誕生―（1981年） - 老ジョン [41]
- ザ・シェルター（1983年） - センジューロー [42]
- 十二人の怒れる男（1983年） - 陪審員第9号 [43]
- 地の乳房（1984年） - 宇三 [44]
- 中年ちゃらんぽらん（1987年） - 向井友康 [45]
- すべってころんで（1989年 - 1993年） - 光枝勇造 [46]
- 一銭五厘の旗―花森安治の仕事―（1991年） - 荒垣秀雄 [47]
- ドライビング Miss デイジー（1991年） - ホーク・カルバーン [48]
- 姥ざかり（1993年 - 1997年） - 前沢 [49]
- おかあさん疲れたよ（1997年、1999年） - 研磨係/進藤祐一/あゆ屋の主人 [50]
- ロミオとジュリエット（1997年） - 修道士ロレンス [51]

### 映画
- 武器なき斗い（1960年） - 中山
- 裸の島（1960年）[1]
- おへその大将（1962年） - 博愛園職員
- 悪の紋章（1964年）
- なつかしき笛や太鼓（1967年） - 三郎の父
- 強虫女と弱虫男（1968年） - ステテコ
- 橋のない川（1969年） - 志村国八
- めくらのお市物語 真赤な流れ鳥（1969年） - 政五郎
- かげろう（1969年）
- 橋のない川 第二部（1970年） - 志村国八
- 無常（1970年） - 日野亮吉
- 悪名 縄張荒らし（1974年） - 善兵衛
- 妖婆（1976年）
- やくざ戦争 日本の首領（1977年）
- 極道の妻たちII（1987年）
- 226（1989年） - 林銑十郎
- あーす（1991年） - 良平の祖父

### テレビドラマ
- 祇園の姉妹（1958年、NHK）
- 家族会議（1961年、TBS）
- 女系家族（1963年 - 1964年、NET） - 金正弥曾助
- 一年半待て（1965年、フジテレビ） - 裁判長
- 横堀川（1966年 - 1967年、NHK） - 組合長
- 銭形平次（フジテレビ / 東映）
  - 第19話「帰らぬ鳩」（1966年） - 利七
  - 第43話「お由良の罪」（1967年） - 弥吉
  - 第92話「亥刻の鐘」（1968年） - 鳥居 役
  - 第122話「平次を消せ」（1968年） - 長谷川順敬
  - 第178話「盗まれた首」（1969年） - 久助
  - 第212話「黒い矢」（1970年） - 泰作
  - 第223話「ふたつの顔の女」（1970年） - 久兵ヱ
  - 第239話「女の罠」（1970年） - 白井錦太夫
  - 第254話「虎の穴」（1971年） - 鋮の七兵ヱ
  - 第275話「浮世花火」（1971年） - 直助
  - 第298話「女房関白」（1972年） - 彦兵ヱ
  - 第306話「隅田さわぎ」（1972年） - 甚蔵
  - 第328話「小りんざんげ」（1972年） - 島蔵
  - 第373話「昨日の風が後を追う」（1973年） - 儀兵ヱ
  - 第408話「ろくでなしの叫び」（1974年） - 備州屋
  - 第427話「きつね女」（1974年） - 勘兵衛
  - 第467話「瓦版騒動記」（1975年） - 仁造
  - 第516話「やわ肌鉄火」（1976年） - 政五郎
  - 第534話「男の涙」（1976年） - 文造
  - 第552話「包丁がらす」（1976年） - 佐兵ヱ
  - 第563話「おふくろ」（1977年） - 三河屋
  - 第594話「冬の蜆」（1977年） - 喜左ヱ門
  - 第635話「死者を呼ぶ女」（1978年） - 佐兵ヱ
  - 第653話「お紺の初恋」（1979年） - 越後屋
  - 第667話「結婚って何だ」（1979年） - 杉田屋
  - 第698話「心のかけ橋」（1979年） - 相模屋伊助
  - 第877話「風は知っていた」（1984年） - 結城屋
- 野次馬がいく 第22話（1968年、NET / 東映）
- 旅がらすくれないお仙 第3話・第36話（1968年・1969年、NET / 東映）
- 待っていた用心棒 第14話（1968年、NET / 東映）
- 帰って来た用心棒 第24話（1969年、NET / 東映）
- あゝ忠臣蔵（1969年、フジテレビ / 東映） - 弥市
- 水戸黄門（TBS / C.A.L）
  - 第1部 第6話「暁を駆ける」（1969年） - 子助
  - 第1部 第21話「子の刻登城」（1969年） - 谷口甚内
  - 第2部 第4話「漆三代」（1970年） - 若松屋
  - 第3部 第6話「仇討ち姉弟」（1972年） - おぎんの父
  - 第3部 第22話「消えた姫君」（1972年） - ふぐ新主人
  - 第4部 第7話「消えた雛人形」（1973年） - 飯屋の親爺
  - 第4部 第28話「庄助さんの娘」（1973年） - 田川の留吉
  - 第5部 第8話「一寸の虫にも五分の魂」（1974年） - 林久蔵
  - 第5部 第17話「酔いどれ用心棒」（1974年） - 作右衛門
  - 第6部 第11話「黄門さまの縁むすび」（1975年） - 庄屋
  - 第6部 第28話「めぐり逢い」（1975年） - 甚助
  - 第7部 第32話「高嶺の花が俺の嫁!!」（1976年） - 六助
  - 第8部 第29話「妖雲晴れた桜島」（1978年） - 旅籠の亭主
  - 第9部 第8話「荒野の襲撃」（1978年） - 大竹屋
  - 第10部 第16話「母恋し鈴鹿馬子唄」（1979年） - 近江屋甚兵衛
  - 第12部 第10話「殴られた黄門様」（1981年） - 大家
  - 第13部 第12話「伊勢参り 娘初春七変化」（1983年） - 六兵衛
  - 第14部 第7話「無法裁いた孤独の十手」（1983年） - 吾平
  - 第14部 第24話「偽黄門にされた黄門様」（1984年） - 善助
  - 第14部 第36話「夫婦喧嘩で悪退治」（1984年） - 野島屋番頭
  - 第15部 第13話「娘が救った酔いどれ大工」（1985年） - 良雲
  - 第15部 第19話「父娘救った主君の鎧」（1985年） - 旅籠の主人
  - 第17部 第2話「血染めの直訴状」（1987年） - 秋川屋惣右衛門
  - 第17部 第13話「仇討ち阿波人形」（1987年） - 旅籠の主人
  - 第18部 第8話「泥棒夫婦の大予言」（1988年） - わらび屋六右衛門
  - 第18部 第26話「怨念渦巻く祭の宿」（1989年） - 旅籠の主人
  - 第19部 第20話「姫が暴いた悪企み」（1990年） - 庄屋徳兵衛
  - 第19部 第27話「邪念払った鬼瓦」（1990年） - 作右衛門
  - 第22部 第22話「出雲の蕎麦は恋の味」（1993年） - 後作
  - 第23部 第6話「姥捨は鬼の仕業」（1994年）
  - 第24部 第6話「お髭を染めた黄門さま」（1995年） - まむし丼屋の主人
  - 第24部 第13話「無念晴らした仇討ち旅」（1995年） - 住職
  - 第24部 第32話「追われた男の恩返し」（1996年） - 芳兵衛
  - 第26部 第11話「拾った赤子が恩返し」（1998年） - 良念
- 銀河ドラマ（NHK）
  - 京の川（1969年）
  - 笑わぬ男（1970年） - 西島
- 天を斬る 第17話（1970年、NET / 東映） - 国兵ヱ
- 紅つばめお雪 第10話（1970年、NET / 東映） - 木曽屋五兵ヱ
- 遠山の金さん捕物帳（NET / 東映）
  - 第18話「影に追われた男」（1970年） - 伊豆の阿弥造
  - 第22話「悪い目に賭けた女」（1970年） - 源造
  - 第40話「三度笠の男」（1971年） - 喜作
  - 第57話「幻におどる男」（1971年） - 徳左衛門
  - 第79話「流れ星を斬る男」（1972年） - 吉田
  - 第128話「殺しを見られていた男」（1972年）
  - 第151話「面をかぶった男」（1973年）
- 大岡越前（TBS / C.A.L）
  - 第1部 第28話「天一坊事件（後編）」（1970年） - 和尚
  - 第2部 第20話「若様誘拐事件」（1971年） - 吉兵衛
  - 第4部 第9話「母子しぐれ」（1974年） - 曽根孫四郎
  - 第5部 第13話「消えた千両富くじ」（1978年） - 越前屋幸助
  - 第5部 第15話「天下御免の偽名医」（1978年） - 六兵衛
  - 第6部 第17話「人情仇討ち裁き」（1982年） - 町役人
  - 第6部 第22話「疑われた男」（1982年） - 定五郎
  - 第9部 第8話「恋しい父は逃亡者」（1985年） - 大家
  - 第12部 第16話「十手を持った無法者」（1991年） - 六助
  - 第13部 第4話「掏った財布に葵の御紋」（1992年） - 伍平
  - 第14部 第23話「冤罪晴らす大芝居」（1996年） - 六兵衛
  - 第15部 第14話「小さな出会い」（1998年） - 庄兵衛
  - 第15部 第15話「思い込み」（1998年） - 住職
- 柳生十兵衛（1970年 - 1971年、フジテレビ / 東映）
  - 第6話「大坂銭騒動」 - 辰三
  - 第29話「生きていた亡霊」 - 山田勘助
- 千葉周作 剣道まっしぐら　第6話「江戸へ一本道」（1970年、TBS）- 大井源内
- 世なおし奉行 第9話・第26話（1972年、NET / 東映） - 松木屋（第9話）
- 地獄の辰捕物控 第2話・第8話（1972年、NET / 東映）
- 忍法かげろう斬り 第1話（1972年、フジテレビ / 東映） - 万願寺住職
- 笹沢左保「峠」シリーズ 第2話（1972年、フジテレビ / C.A.L） - 牢名主
- 木枯し紋次郎 第2部 第12話（1973年、フジテレビ / C.A.L） - 峠茶屋の店主
- 素浪人 天下太平（1973年、NET / 東映）
  - 第11話「鈴が鳴ります母恋い唄」 - 弥八
  - 第23話「あの町、この町 影法師」 - 了庵
- 必殺仕置人 第7話（1973年、TBS /松竹） - 伝兵衛
- 天皇の世紀 第2部 第4話・第5話（1973年、ABC / 国際放映） - 来島又兵衛
- 隼人が来る 第18話「謎の御用金」（1973年、フジテレビ / 東映）
- 新選組 第15話（1973年、フジテレビ / 東映） - 了斉
- 江戸を斬る 梓右近隠密帳（TBS / C.A.L）
  - 第3話「天下の一大事」（1973年） - 父親
  - 第16話「悲願の直訴状」（1974年） - 村長
- ぶらり信兵衛 道場破り（1973年 - 1974年、フジテレビ / 東映） - 平八
- 次郎長三国志 第15話（1974年、テレビ朝日 / 東映）
- 大久保彦左衛門 第19話（1974年、関西テレビ）
- 唖侍鬼一法眼 第16話（1974年、日本テレビ / 勝プロダクション） - 村越源太夫
- ご存知遠山の金さん 第45話（1974年、NET / 東映）
- 運命峠 第17話（1975年、関西テレビ / 東映） - 伝蔵
- 影同心 第15話（1975年、TBS / 東映） - 小原宗右衛門
- 影同心II 第16話（1976年、TBS / 東映）
- お耳役秘帳（1976年、関西テレビ / 歌舞伎座テレビ）
  - 第1話「仕掛けた罠の大盗賊」
  - 第20話「伝馬町心中」
- 五街道まっしぐら! 第8話「三国峠に鬼女が舞う」（1976年、NET / 東映）
- 江戸を斬るII 第27話（1976年、TBS / C.A.L） - 喜作
- 遠山の金さん（テレビ朝日 / 東映）
  - 第1シリーズ
    - 第25話「死神を封じ込め!!」（1976年）
    - 第36話「惚れた女を裁け!!」（1976年）
    - 第70話「帰って来た男」（1977年）
    - 第85話「夕闇に消された女」（1977年）

  - 第2シリーズ
    - 第3話「火神に憑かれた娘」（1979年） - 近江屋
    - 第10話「この命 捧げます！」（1979年） - 春日屋
    - 第21話「女掏摸母子草」（1979年） - 近江屋
- 桃太郎侍（日本テレビ / 東映）
  - 第23話「涙でうたう子守唄」（1977年） - 駿河屋
  - 第48話「黒い鼠に数え唄」（1977年） - 宗兵ヱ
  - 第83話「命を賭けた恩返し」（1978年） - 湊屋徳兵ヱ
  - 第143話「泥棒一家の用心棒」（1979年） - 幸兵衛
  - 第173話「恋女房は人の妻」（1980年） - 幸兵衛
- 江戸を斬るIII（1977年、TBS / C.A.L）
  - 第9話「暗闇の追跡」 - 親類
  - 第19話「どじな兄貴の妹想い」 - 大屋
  - 第22話「人を見て法を説け」 - 町名主
- 人形佐七捕物帳（1977年、テレビ朝日 / 東映）
  - 第4話「過去を見失った男」 - 以蔵
  - 第15話「火事を出した幽霊」 - 作蔵
  - 第30話「毒蛇に噛まれた心」 - 住職
- 暴れん坊将軍シリーズ（テレビ朝日 / 東映）
  - 吉宗評判記 暴れん坊将軍
    - 第11話「日本一の木遣唄」（1978年） - 弥兵衛
    - 第22話「天下を支える友情」（1978年） - 久造
    - 第38話「黒潮の渦を斬る女」（1978年） - 道具屋
    - 第69話「名刀 誇りあり」（1979年） - 刀剣商
    - 第85話「富士が見ていたあばれ槍」（1979年） - 喜作
    - 第113話「どうにも止まらなかった男」（1980年） - 慈海和尚
    - 第137話「江戸育ち女棟梁」（1980年） - 加納屋
    - 第165話「誰がための親不孝」（1981年） - 住職
    - 第190話「日本一の雨男」（1981年） - 杉村仁兵衛
    - 第203話「雪崩に消えた恋の花」（1982年） - 治作

  - 暴れん坊将軍II
    - 第23話「美女三千! 呪われた大奥」（1983年） - 長兵衛
    - 第38話「激突! みちのく"将軍狩り"!!」（1983年） - 庄兵衛
    - 第113話「花の吉原 人質新さん!」（1985年） - 伊助
    - 第146話「惚れた病いを治す酒!」（1986年） - 六兵衛
    - スペシャル「燃える江戸城! 男たちの一番纏!」（1987年） - 治郎右衛門

  - 暴れん坊将軍III 第9話「炎に消えた女囚!」（1988年） - 久造
- 江戸プロフェッショナル・必殺商売人 第11話（1978年、テレビ朝日 / 松竹） - 和尚
- 疾風同心 第15話（1978年、東京12チャンネル） - 古着屋
- 新 木枯し紋次郎 第24話（1978年、東京12チャンネル / C.A.L） - 名主の治兵衛
- 雪姫隠密道中記（1980年、毎日放送 / 東映）
  - 第4話「女の意地の博多織-福岡-」 - 和田屋吉兵衛
  - 第12話「恐怖 怨みの死紋-大阪-」 - 堺屋吉兵衛
  - 第20話「危い財布に手を出すな-清水-」 - 甚兵衛
- 赤かぶ検事奮戦記 第4話（1980年、朝日放送 / 松竹）
- 服部半蔵 影の軍団 第17話（1980年、関西テレビ / 東映） - 甲州屋時蔵
- 柳生あばれ旅 第10話（1980年、テレビ朝日 / 東映） - 木兵衛
- 江戸を斬るV 第5話（1980年、TBS / C.A.L） - 出羽屋
- 江戸を斬るVI 第14話（1981年、TBS / C.A.L） - 甚兵衛
- 日本犯科帳・隠密奉行（1981年、フジテレビ / 中村プロダクション）
- 江戸の用心棒 第12話（1981年、フジテレビ / 東宝）
- お命頂戴! 第10話（1981年、テレビ東京）
- 影の軍団II 第18話（1982年、フジテレビ / 東映） - 住職
- 松平右近事件帳 第28話「女は二度夢を見た」（1982年、日本テレビ / ユニオン映画） - 吾作
- 源九郎旅日記 葵の暴れん坊 第16話「姫のお国の幽霊武者」（1982年、テレビ朝日 / 東映） - 住職
- 影狩り（1983年、フジテレビ / 映像京都）
- 新・松平右近 第22話「右近の旅立ち」（1983年、日本テレビ / ユニオン映画） - 和泉屋喜兵衛
- 赤かぶ検事奮戦記III（1983年、朝日放送 / 松竹） - 歌田部長刑事
- 長七郎江戸日記（日本テレビ / ユニオン映画）
  - 第1シリーズ
    - 第6話「風流敵討ち狂言」（1983年） - 文平
    - 第73話「大江戸警備隊始末」（1985年） - 野島浪人
    - 第97話「恋に落ちて」（1986年） - 佐貫屋市兵衛

  - 第2シリーズ 第24話「父子草、浮世の浪」（1988年） - 吉兵衛
- 追う男（1986年、NHK） - ビル管理人
- 連続テレビ小説 都の風（1986年 - 1987年、NHK）
- 三匹が斬る! 第9話「十手旅、義賊が吹いたシャボン玉」（1987年、テレビ朝日 / 東映） - 旅籠の主
- 江戸を斬るVII （TBS / C.A.L）
  - 第2話「桜吹雪が悪を裁つ」（1987年）
    - 第18話「恩返し涙の白洲」（1987年） - 大野屋久兵衛
- 名奉行 遠山の金さん（テレビ朝日 / 東映）
  - 第1シリーズ 第9話「正当防衛の男?」（1988年） - 甚五郎
  - 第2シリーズ 第2話「美少女を救え! 隠密同心の怒り」（1989年） - 常念寺住職
  - 第4シリーズ 第4話「占いを信じた女」（1991年） - 医師
- 続・三匹が斬る! 第18話「さらば三匹、今宵大江戸の露と消ゆ?!」（1989年、テレビ朝日 / 東映） - 松川松右衛門
- 八百八町夢日記 第1シリーズ 第16話「次郎吉を愛した女」（1990年、日本テレビ / ユニオン映画） - 中屋の番頭
- 続続・三匹が斬る! 第9話「消えた花嫁、悪女が走る風の中」（1990年、テレビ朝日 / 東映） - 豊前屋朝右衛門
- 名探偵・金田一耕助シリーズ（TBS）
  - 悪魔の手毬唄（1990年） - 本多医師
  - 女王蜂（1994年） - 小宮
- 華の宴（1991年 - 1992年、読売テレビ / 日本テレビ） - 浦田
- 鬼平犯科帳（フジテレビ / 松竹）
  - 第3シリーズ 第11話「夜鷹殺し」（1992年） - 福井昌貞
  - 第4シリーズ 第13話「老盗の夢」（1993年） - 住職
  - 第5シリーズ 第12話「艶婦の毒」（1994年） - 住職
- 水戸黄門外伝 かげろう忍法帖 第15話（1995年、TBS / C.A.L） - 喜十
- 家康が最も恐れた男 真田幸村（1998年、テレビ東京 / 東映） - 韓長老
- 大江戸を駈ける! 第10話（2001年、TBS / C.A.L） - 住職